# Новогеоргиевка (Михайловский район)
В Амурской области также есть Новогеоргиевка в Шимановском районе.
Новогео́ргиевка — село в Михайловском районе Амурской области России. Входит в состав Михайловского сельсовета.

## География
Село Новогеоргиевка стоит на правом берегу реки Завитая, в 5 км ниже административного центра Михайловского сельсовета села Михайловка (Михайловка стоит на левом берегу Завитой), расстояние по автодороге — 8 км.
Расстояние до районного центра Поярково — 46 км (через Михайловку, на юг по автодороге областного значения Завитинск — Поярково).

## Население
| 2002 | 2010 | 2012 | 2013 | 2014 | 2015 | 2016 |
| ---- | ---- | ---- | ---- | ---- | ---- | ---- |
| 107  | ↘35  | ↘34  | ↘29  | ↘26  | ↗27  | ↘25  |
| 2017 | 2018 |      |      |      |      |      |
| ↗27  | ↘26  |      |      |      |      |      |

## Улицы
В селе имеется одна улица — Береговая.

## Экономика
Сельскохозяйственные предприятия Михайловского района.